# Lijst van rijksmonumenten in Oegstgeest
De plaats Oegstgeest telt 43 inschrijvingen in het rijksmonumentenregister. Hieronder een overzicht. 
| Object                                                                 | Oorspronkelijke functie?  | Bouwjaar                                | Architect                                | Locatie                                       | Coördinaten?                  | Nr.?   | Afbeelding        |
| ---------------------------------------------------------------------- | ------------------------- | --------------------------------------- | ---------------------------------------- | --------------------------------------------- | ----------------------------- | ------ | ----------------- |
| Pand met tuitgevel                                                     | Woonhuis                  | Eerste helft 17e eeuw                   |                                          | Dorpsstraat 65                                | 52° 11' 28" NB, 4° 28' 3" OL  | 31230  | Meer afbeeldingen |
| Middegeest                                                             | Woonhuis                  | 1650 en 1843                            | Joris Cornelisz. en Anthony van Dijk     | Dorpsstraat 67                                | 52° 11' 29" NB, 4° 28' 3" OL  | 31231  | Meer afbeeldingen |
| Pand met topgeveltje                                                   | Woonhuis                  | 17e eeuw                                |                                          | Dorpsstraat 71                                | 52° 11' 29" NB, 4° 28' 3" OL  | 31232  | Meer afbeeldingen |
| Kasteel Endegeest                                                      | Kasteel, buitenplaats     | 1840                                    |                                          | Endegeesterstraatweg 5                        | 52° 10' 21" NB, 4° 27' 47" OL | 31233  | Meer afbeeldingen |
| Boerderij Haaswijk                                                     | Boerderij                 | 18e eeuw                                |                                          | Haarlemmerstraatweg 2                         | 52° 11' 34" NB, 4° 28' 6" OL  | 31234  | Meer afbeeldingen |
| Groene kerk                                                            | Kerk en kerkonderdeel     | 1600 en 1662/1663                       | Jacob van Bancken en Willem van der Helm | Haarlemmerstraatweg 6                         | 52° 11' 38" NB, 4° 28' 4" OL  | 31235  | Meer afbeeldingen |
| Tolhuis                                                                | Dienstwoning              | 1657                                    |                                          | Jaagpad 1-7                                   | 52° 11' 25" NB, 4° 29' 12" OL | 31237  | Meer afbeeldingen |
| Tolhek                                                                 | Erfscheiding              | 1701                                    |                                          | Jaagpad bij 1                                 | 52° 11' 52" NB, 4° 29' 3" OL  | 31238  | Meer afbeeldingen |
| D'Hoogen boom                                                          | Erfscheiding              | ca. 1660 (siervazen) en 1806 (hekpalen) |                                          | Hofdijck t.o. Wijttenbachweg 1                | 52° 10' 59" NB, 4° 28' 12" OL | 31239  | Meer afbeeldingen |
| Klein Curium                                                           | Woonhuis                  | 18e eeuw                                |                                          | Rhijngeesterstraatweg 38A                     | 52° 11' 2" NB, 4° 27' 60" OL  | 31243  | Klein Curium      |
| Oude pastorie                                                          | Dienstwoning              | 1772                                    | J. de Groot                              | Rhijngeesterstraatweg 45                      | 52° 10' 52" NB, 4° 27' 50" OL | 31244  | Meer afbeeldingen |
| Boerderij "Ora et Labora"                                              | Boerderij                 | 17e eeuw en latere aanbouw              |                                          | Terweeweg 53                                  | 52° 10' 53" NB, 4° 28' 14" OL | 31245  | Meer afbeeldingen |
| Gedeeltelijk witgepleisterd voorhuis met uitgebouwde kelder en opkamer | Boerderij                 | 16e eeuw                                |                                          | De Voscuyl 17                                 | 52° 10' 60" NB, 4° 27' 51" OL | 31246  | Meer afbeeldingen |
| Oude raadhuis                                                          | Overheidsgebouw           | 17e eeuw                                |                                          | Wijttenbachweg 27-29                          | 52° 11' 3" NB, 4° 28' 10" OL  | 31247  | Meer afbeeldingen |
| Schoutenburg                                                           | Werk-woonhuis             | 1617                                    |                                          | Wijttenbachweg 43                             | 52° 11' 7" NB, 4° 28' 8" OL   | 31248  | Meer afbeeldingen |
| Toorenvelt                                                             | Woonhuis                  | 1685                                    |                                          | Wijttenbachweg 6                              | 52° 11' 7" NB, 4° 28' 9" OL   | 31249  | Meer afbeeldingen |
| Oudenhofmolen                                                          | Industrie- en poldermolen | 1783                                    |                                          | Floralaan 52                                  | 52° 11' 12" NB, 4° 28' 23" OL | 31250  | Meer afbeeldingen |
| Rhijngeest: hoofdgebouw                                                | Kasteel, buitenplaats     | 1840                                    |                                          | Rhijngeesterstraatweg 9                       | 52° 10' 37" NB, 4° 27' 44" OL | 451914 | Meer afbeeldingen |
| Rhijngeest: historische tuin- en parkaanleg                            | Tuin, park en plantsoen   | 1720 en 1840                            |                                          | Rhijngeesterstraatweg bij 9                   | 52° 10' 37" NB, 4° 27' 44" OL | 451915 | Meer afbeeldingen |
| Rhijngeest: koetshuis                                                  | Bijgebouwen kastelen enz. | ca. 1720                                |                                          | Rhijngeesterstraatweg 9a                      | 52° 10' 36" NB, 4° 27' 42" OL | 451916 | Meer afbeeldingen |
| Rhijngeest: moestuinmuur                                               | Tuin, park en plantsoen   | 18e eeuw                                |                                          | Rhijngeesterstraatweg 9A                      | 52° 10' 37" NB, 4° 27' 44" OL | 451917 | Meer afbeeldingen |
| Rhijngeest: Prieel                                                     | Bijgebouwen kastelen enz. | 1907                                    |                                          | Rhijngeesterstraatweg bij 9                   | 52° 10' 37" NB, 4° 27' 44" OL | 451918 | Meer afbeeldingen |
| Rhijngeest: trekkas                                                    | Tuin, park en plantsoen   | ca. 1800                                |                                          | Rhijngeesterstraatweg bij 9                   | 52° 10' 37" NB, 4° 27' 44" OL | 451919 | Meer afbeeldingen |
| Rhijngeest: hoofdgebouw, later "Jelgersmakliniek"                      | Gezondheidszorg           | 1901                                    | G.J. Driessen                            | Rhijngeesterstraatweg 13                      | 52° 10' 41" NB, 4° 27' 44" OL | 507758 | Meer afbeeldingen |
| Directeursvilla Jelgersmakliniek                                       | Dienstwoning              | begin 20e eeuw                          |                                          | Rhijngeesterstraatweg 11                      | 52° 10' 39" NB, 4° 27' 43" OL | 507760 | Meer afbeeldingen |
| Rhijngeest: tuinpalviljoen                                             | Sport en recreatie        | begin 20e eeuw                          |                                          | Rhijngeesterstraatweg bij 13                  | 52° 10' 41" NB, 4° 27' 47" OL | 507761 | Meer afbeeldingen |
| Rhijngeest: toegangshek                                                | Erfscheiding              | begin 20e eeuw                          |                                          | Rhijngeesterstraatweg bij 13                  | 52° 10' 41" NB, 4° 27' 47" OL | 507762 | Meer afbeeldingen |
| IJskelder Kasteel Endegeest                                            | Tuin, park en plantsoen   | 1845                                    |                                          | Endegeesterstraatweg bij 5                    | 52° 10' 21" NB, 4° 27' 47" OL | 515002 | Meer afbeeldingen |
| Kasteel Endegeest: Obelisk van Oegstgeest                              | Gedenkteken               | 1723                                    |                                          | Endegeesterstraatweg bij 5                    | 52° 10' 21" NB, 4° 27' 47" OL | 515003 | Meer afbeeldingen |
| Pauluskerk                                                             | Kerk en kerkonderdeel     | 1930                                    | Ferdinand Jantzen                        | Warmonderweg 2                                | 52° 10' 31" NB, 4° 28' 18" OL | 515005 | Pauluskerk        |
| Hek                                                                    | Erfscheiding              | 1930                                    | Fredinand Jantzen                        | Warmonderweg 2                                | 52° 10' 30" NB, 4° 28' 18" OL | 515006 | Meer afbeeldingen |
| Herenhuis                                                              | Kasteel, buitenplaats     | 1912                                    | W. Fontein                               | Leidsestraatweg 16                            | 52° 10' 29" NB, 4° 28' 17" OL | 515007 | Meer afbeeldingen |
| Herenhuis                                                              | Woonhuis                  | 1906                                    | H.G. Breek                               | Wilhelminapark 9                              | 52° 10' 39" NB, 4° 27' 55" OL | 515008 | Herenhuis         |
| Dubbel herenhuis                                                       | Woonhuis                  | 1906                                    | H.G. Breek                               | Wilhelminapark 11-13                          | 52° 10' 39" NB, 4° 27' 55" OL | 515009 | Meer afbeeldingen |
| Oud-Poelgeest: hoofdgebouw                                             | Kasteel, buitenplaats     | 1687/1864                               | Constantin Sohier en Erasmus den Otter   | Poelgeesterweg 1                              | 52° 10' 50" NB, 4° 29' 3" OL  | 515703 | Meer afbeeldingen |
| Oud-Poelgeest: historische tuin- en parkaanleg                         | Tuin, park en plantsoen   | 17e eeuw                                |                                          | Poelgeesterweg bij 1                          | 52° 10' 45" NB, 4° 29' 4" OL  | 515704 | Meer afbeeldingen |
| Oud-Poelgeest: brug met toegangshek                                    | Bijgebouwen kastelen enz. | ca. 1860                                |                                          | Poelgeesterweg bij 1                          | 52° 10' 49" NB, 4° 28' 55" OL | 515705 | Meer afbeeldingen |
| Oud-Poelgeest: koetshuis                                               | Bijgebouwen kastelen enz. | ca. 1867                                |                                          | Poelgeesterweg bij 1                          | 52° 10' 50" NB, 4° 29' 3" OL  | 515706 | Meer afbeeldingen |
| Oud-Poelgeest: tuinmanswoning                                          | Bijgebouwen kastelen enz. | 2e helft 17e eeuw                       |                                          | Poelgeesterweg bij 1                          | 52° 10' 47" NB, 4° 29' 1" OL  | 515707 | Meer afbeeldingen |
| Oud-Poelgeest: waterput                                                | Bijgebouwen kastelen enz. | 1550                                    |                                          | Poelgeesterweg bij 1                          | 52° 10' 47" NB, 4° 28' 60" OL | 515708 | Meer afbeeldingen |
| Oud-Poelgeest: kapel/Jagershuis                                        | Bijgebouwen kastelen enz. | 1857                                    |                                          | Poelgeesterweg bij 1 / Haarlemmertrekvaart 17 | 52° 10' 45" NB, 4° 29' 13" OL | 515709 | Meer afbeeldingen |
| Oud-Poelgeest: boogbrug                                                | Bijgebouwen kastelen enz. | 1820                                    |                                          | Poelgeesterweg bij 1                          | 52° 10' 45" NB, 4° 29' 9" OL  | 515710 | Meer afbeeldingen |
| Oud-Poelgeest: tuinbeelden                                             | Bijgebouwen kastelen enz. | Midden 18e eeuw                         |                                          | Poelgeesterweg bij 1                          | 52° 10' 47" NB, 4° 29' 5" OL  | 515711 | Meer afbeeldingen |

Alblasserdam ·
Albrandswaard ·
Alphen aan den Rijn ·
Barendrecht ·
Bodegraven-Reeuwijk ·
Capelle aan den IJssel ·
Delft ·
Den Haag ·
Dordrecht ·
Goeree-Overflakkee ·
Gorinchem ·
Gouda ·
Hardinxveld-Giessendam ·
Hendrik-Ido-Ambacht ·
Hillegom ·
Hoeksche Waard‎ ·
Kaag en Braassem ·
Katwijk ·
Krimpen aan den IJssel ·
Krimpenerwaard ·
Lansingerland ·
Leiden ·
Leiderdorp ·
Leidschendam-Voorburg ·
Lisse ·
Maassluis ·
Midden-Delfland ·
Molenlanden ·
Nieuwkoop ·
Nissewaard ·
Noordwijk ·
Oegstgeest ·
Papendrecht ·
Pijnacker-Nootdorp ·
Ridderkerk ·
Rijswijk ·
Rotterdam ·
Schiedam ·
Sliedrecht ·
Teylingen ·
Vlaardingen ·
Voorne aan Zee ·
Voorschoten ·
Waddinxveen ·
Wassenaar ·
Westland ·
Zoetermeer ·
Zoeterwoude ·
Zuidplas ·
Zwijndrecht